# Правителство на Полша в изгнание
Правителство на Република Полша в изгнание (на полски: Rząd Rzeczypospolitej Polskiej na uchodźstwie) е правителството на Полша през годините 1939 – 1990, легално продължение на властта на Втората Полска република, принудена да напусне Полша след агресията на Третия райх и СССР през септември 1939 г. и окупацията на цялата полска територия. Седалището на правителството се намира първо в Париж, после в Анже, а от края на юни 1940 г. (след капитулацията на Франция) – в Лондон. Управлението на полското правителство в изгнание приключва своята дейност с избора и полагането на клетва от Лех Валенса за президент на Полша и след предаването на президентските инсигнии от Ришард Качоровски.

## История

### Френски период (септември 1939 – юни 1940)
След агресията на Германия и СССР срещу Полша, властта на Жечпосполита е принудена да премести своето седалище извън границите на страната, за да предотврати робство и принудителна капитулация. В нощта на 17 срещу 18 септември президентът на Полша и главнокомандващият въоръжените сили преминават полско-румънската граница при Кути, като имат предварително споразумение съгласно V Хагска конвенция и съюзнически договор между Полша и Румъния от 1921 г. за преминаване до Франция. Под натиска на Третия райх, СССР и Франция, властите на Румъния настояват Жечпосполита да се откаже от суверенните си правомощия под заплахата за интерниране. След като отказват, президентът, премиерът и главнокомандващият са интернирани от румънските власти в приготвените още през първата половина на септември 1939 г. центрове за интерниране. Полското правителство изгнание се базира първоначално в Париж, а след това в Анже, Франция,
Затова трябвало да се намерят полски политици, които се намират извън обхвата на агресорите. Безспорни кандидати в ситуация на разпадане на държавните структури са дипломатическите представители на републиката, защитени с дипломатически имунитет. Президентът на Република Полша Игнаци Мошчицки, съгласно чл. 24 от априлската конституция (който го упълномощава да назначи наследник на президента при настъпване на военни действия) назначава Болеслав Венява-Длугошовски, посланик на Полша в Италия. Той обаче отказва заради пребиваващите в Париж представители на опозиционната партия и предизвикания от тях натиск Франция да се противопостави. Затова на поста президент на Република Полша е избран Владислав Рачкевич.
Всички заповеди на президента Мошчицки са антедатирани на 17 септември 1939 г., за да се запази непрекъснатостта на властта и полската държава. След проведени дискусии, Рачкевич назначава за премиер ген. Владислав Шикорски, който на свой ред свиква коалиционен кабинет:
- Владислав Шикорски – Премиер, Министър на военните работи, Министър на правосъдието
- Станислав Стронски – Вицепремиер
- Август Залески – Министър на външните работи
- Адам Коц – Министър на финансите, Министър на промишлеността и търговията

Към тях не след дълго се присъединяват:
- Юзеф Халер – Министър без портфейл
- Александер Ладош – Министър без портфейл
- Ян Станчик – Министър на социалната политика
- Мариан Сейда – Министър без портфейл
- Хенрик Страсбургер, който замества Адам Коц

По този начин международната приемственост на полските държавни институции се запазва и е призната на международния форум по време на Втората световна война.
През октомври в Париж пристига генерал Кажимеж Соснковски и президентът Рачкевич (болен от левкемия) го определя за свой заместник, в случай, че той самият не може да изпълнява тази длъжност до края на войната. Генерал Соснковски влиза в правителството като министър без портфейл. На 9 декември Александър Ладош напуска правителството, замества го Станислав Кот, близък приятел на Шикорски. На 2 октомври 1939 г. президентът издава декрет за разпускане на Сейма и Сената на Република Полша. На 7 ноември 1939 г. Шикорски става главнокомандващ и главен инспектор на въоръжените сили. През ноември седалището на правителството е преместено в Анже, където е с екстериториален статут. На 13 ноември в рамките на правителството е създаден Министерски комитет по националните въпроси, който трябва да надзирава съпротивата в страната.
На 9 декември 1939 г. президентът свиква Националния съвет на Република Полша – консултативен орган на правителството и президента – заместващ парламента по номинация на президента на Полша. Начело на съвета застава Игнаци Падеревски, а вицепредседатели са Тадеуш Белецки, Станислав Миколайчик и Херман Либерман. На 18 декември правителството издава декларация, която формулира най-важните цели на емиграцията. Тя определя Третия райх като основен враг на Полша, обявява борба за освобождението на Полша съвместно с коалиционните ѝ партньори и създаване на полска армия на Запад.
На 10 октомври 1939 г. е свикана специална комисия, която да изследва причините за септемврийския крах, под ръководството на генерал Юзеф Халер.
Една от главните задачи на полското правителство било развиването на полските въоръжени сили на Запад. Подписани са редица споразумения с британци и французи, планирано е дори създаването на 100-хилядна полска армия във Франция. Окончателно на 4 януари 1940 г. е подписано полско-френско военно споразумение и споразумение за въздухоплаване.

### Лондонски период
През пролетта на 1940 г. Германия започва офанзива по западния фронт. Бързо превземат Дания, Норвегия, Белгия, Холандия и най-накрая – на 22 юни 1940 г. – Франция подписва акт за капитулация. В резултат на това полското правителство търпи сериозни промени. На 17 юни се провежда съвет на полското правителство, който решава да се възползва от поканата на премиера Чърчил и да премести своето седалище в Лондон. Полската власт е евакуирана, на 19 юни премиерът Шикорски прави обръщение по радиото към полските войници да пристигат във Великобритания. В Англия успява да се премести единствено 1/3 от полските въоръжени сили.
На 5 август 1940 г. е подписано полско-британско военно споразумение.
През втората половина на 1940 г. важен въпрос за полското правителство са преговорите с чехословашкото правителство в емиграция. На 11 ноември 1940 г. в резултат на преговорите е подписана полско-чехословашка декларация за създаване на федерация на държавите от Централна Европа след войната. Този план не се осъществява заради вражески настроения СССР.
От самото начало на своята дейност правителството се ангажира със създаването на Полска подземна държава. На 27 септември 1939 г., в рамките на щаба за защита на Варшава и Гражданския комитет при щаба, е свикана Служба за победа на Полша, която оглавява Михал Токажевски-Карашевич (организация с военно-политически характер). Първият доклад на службата по погрешка пристига при Едвард Ридз-Шмигли и едва после при генерал Шикорски. Шикорски, използвайки описаната ситуация като претекст, опасявайки се от голямото влияние на офицерите от Санацията върху развоя на ситуацията в страната, разпуска службата и свиква на нейно място Съюз на въоръжената борба. На чело на съюза застава живеещият в Париж генерал Кажимеж Соснковски. Целта на съюза е да се приготви за борба в момент на колапс с Германия, обучение на офицери, съхранение на оръжия. На 14 февруари съюзът е преименуван на Армия Крайова, а командир става генерал Стефан Ровецки. Армия Крайова функционира до 19 януари 1945 г., когато е разпусната от генерал Леополд Окулицки.
В края на 1940 г. правителството на Република Полша свиква правителствена делегация, която да представлява правителството в окупираната родина. Делегат на правителството става Цирил Ратайски (до септември 1942 г.), след него тази функция се поема от Ян Пекалкевич (до 1943 г.), а след неговото арестуване – Ян Станислав Янковски. Последният делегат на правителството е Стефан Корбонски.
На 22 юни 1941 г. Германия атакува СССР. В обръщение по радиото Уинстън Чърчил предлага помощ на СССР без предварителни условия. В резултат на това и с посредничеството на британското правителство в Лондон, започват също така полско-съветски преговори, които приключват с подписването на специално споразумение на 30 юли 1941 г., наречено Съюзът Шикорски-Майски, който постановява, че:
- двете страни са задължени да си оказват помощ в борбата с Германия,
- съветското правителство се съгласява да се създаде полска армия на територията на СССР,
- СССР определя за невалидни всички споразумения с Третия райх от 1939 г., касаещи Полша (Пакт Рибентроп-Молотов и Пакт за дружба и граници от 28 септември 1939 г.)
- след подписването на съюза се възстановяват дипломатическите отношения между двете страни (прекъснати едностранно от СССР на 17 септември 1939 г. във връзка с агресията върху Полша и тезата за несъществуващата полска държава),
- договорът влиза в сила веднага и не подлежи на ратификация.

Добавен е и протокол за „амнистия“ на всички полски затворници в СССР.
Подписването на договора предизвиква сериозна криза в правителството и свързаната с него подземна държава в страната. На 27 юли министърът на външните работи Аугуст Залески си подава оставката. Същото правят и Мариан Сейда и Кажимеж Соснковски. Основното обвинение изтъквано срещу договора е, че е подписан без съгласието на президента и че липсва еднозначен съветски отговор за възвръщането на полско-съветските граници, определени в Рижкия трактат. Това е втората сериозна криза на емиграционното правителство и води до разпадане на чуждестранната коалиция. В резултат на това министър на външните работи става Едвард Рачински, министър на вътрешните работи – Станислав Миколайчик, министър на правосъдието – Херман Либерман. Разпуснат е също така Националният съвет, а нейният нов състав е свикан едва на 3 февруари 1942 г. (председател става Станислав Грабски).
На 12 август 1941 г. Върховният съвет на СССР издава декрет за амнистия на поляците, затворени в СССР. На 14 август е подписано полско-съветско военно споразумение, според което се създава полска армия от освободените поляци. През септември за командир е избран генерал Владислав Андерс. На 30 ноември генерал Шикорски пристига в СССР. На 3 – 4 декември 1941 г. води редица разговори със Сталин, които завършват с подписването на съвместна политическа декларация, в която Сталин се съгласява на евакуация на 25 хил. полски войници до Иран. Решено е също така, че полската армия ще се състои от 6 дивизии и спомагателни формации (до 130 хил. войници).

## Следвоенен период
На 6 юли 1945 г. досегашните съюзници на Полша – Великобритания и САЩ изтеглят дипломатическото си признание за правителството в изгнание, признавайки свикването на Временно правителство на националното единство с участието на Станислав Миколайчик за извършване на решенията от Ялтенската конференция по въпроса за създаване на полско правителство признато от всички държави от т.нар. Голяма тройка (Великобритания, САЩ и СССР). На 25 юни 1945 г. правителството на Томаш Арчишевски в нотата, предадена на държавите победителки, отхвърля разпоредбите от конференциите в Техеран и Ялта, твърдейки, че своите конституционни правомощия може да предаде само на правителство, което е избрано с демократично гласуване.
Последните единици от Полските въоръжени сили на Запад са разпуснати през 1947 г. след фалшифициране на парламентарните избори в Полша (януари 1947 г.) от Полската работническа партия.
С правителството на Полша в Лондон контакт поддържат 19 републики от Южна и Централна Америка, както и Ватикана, Ирландия, Австралия, Южна Африка, Испания, Египет, Ливан, Сирия.
Ирландия, Испания и Ватикана са последните държави, които признават полското правителство в изгнание.
Заради това че президентът Август Залески след изтичане на мандата отказва да предаде правителствтото на назначения му наследник, през 1954 г. се стига до разпадане на правителството, а мнозинството поляци в емиграция престават да подкрепят Залески, а подкрепят Съвета на Тримата (Rada Trzech).
След президентските избори в Полша през 1990 г., последният президент на Република Полша в изгнание, Ришард Качоровски, предава президентските инсигнии от II Жечпосполита, сред които Ордена на Белия орел и Ордена на възродена Полша, на Лех Валенса. С това правителството в изгнание приключва своята дейност.
| №   | Име и фамилия                    | Начало на властта | Край на властта                                     |
| --- | -------------------------------- | ----------------- | --------------------------------------------------- |
| 1.  | ген. Владислав Еугениуш Шикорски | 30 септември 1939 | 18 юли 1940                                         |
| 2.  | Август Залески                   | 18 юли 1940       | 20 юли 1940                                         |
| 3.  | ген. Владислав Еугениуш Шикорски | 20 юли 1940       | 4 юли 1943 (умира по време на самолетна катастрофа) |
| 4.  | Станислав Миколайчик             | 14 юли 1943       | 24 ноември 1944                                     |
| 5.  | Томаш Арчишевски                 | 29 ноември 1944   | 2 юли 1947                                          |
| 6.  | ген. Тадеуш Бур-Коморовски       | 2 юли 1947        | 10 февруари 1949                                    |
| 7.  | Тадеуш Томашевски                | 7 април 1949      | 10 август 1950                                      |
| 8.  | ген. Роман Владислав Оджежински  | 25 септември 1950 | 8 декември 1953                                     |
| 9.  | Йежи Хриневски                   | 18 януари 1954    | 13 май 1954                                         |
| 10. | Станислав Мацкевич               | 8 юни 1954        | 21 юни 1955                                         |
| 11. | Хугон Ханке                      | 8 август 1955     | 10 септември 1955                                   |
| 12. | Антони Пайонк                    | 10 септември 1955 | 14 юни 1965                                         |
| 13. | Александер Завиша                | 25 юни 1965       | 9 юни 1970                                          |
| 14. | Зигмунт Мухневски                | 20 юли 1970       | 13 юли 1972                                         |
| 15. | Алфред Урбански                  | 18 юли 1972       | 15 юли 1976                                         |
| 16. | Кажимеж Сабат                    | 5 август 1976     | 8 април 1986                                        |
| 17. | Едвард Шчепаник                  | 8 април 1986      | 22 декември 1990                                    |